# Cologny
Cologny is een gemeente en plaats in het Zwitserse kanton Genève.
Cologny telt 4919 inwoners.
In Cologny bevindt zich de Golf Club de Genève.

## Geboren
- René Ricolfi-Doria (1901-1970), zwemmer en waterpoloër, deelnemer aan de Olympische Spelen